# Maurizio Liverani
Maurizio Liverani (* 27. November 1928 in Rom; † 10. Februar 2021 in Senigallia) war ein italienischer Filmjournalist, -regisseur und Drehbuchautor.
Liverani, Neffe des Politikers der Republik von Salò Augusto Liverani, war als Aktivist der Kommunistischen Partei Italiens im Widerstand und begann als Journalist 1952 für die Paese Sera, wo er sich bald auf Filmkritik spezialisierte. Später wurde er Leiter der Zeitschrift „Il Dramma“. 1969 drehte er als Regisseur den nach eigenem Drehbuch entstandenen satirischen und respektlosen Sai cosa faceva Stalin alle donne? über den Kommunismus mit Helmut Berger in der Hauptrolle. Sein zweiter Film, der Kostümfilm Il solco di pesca, hielt sich an die Konventionen des Erotikfilms und wurde schnell vergessen.

## Filmografie (Auswahl)
- 1969: Sai cosa faceva Stalin alle donne?
- 1976: Il solco di pesca